# Farbror Frans
Farbror Frans är en svensk dramafilm från 1926 i regi av Sigurd Wallén.

## Om filmen
Filmen premiärvisades 15 mars 1926. Den spelades in i Filmstaden Råsunda med exteriörer från Gilleleje i Danmark av Axel Lindblom. Som förlaga har man Jenny Blicher-Clausens roman Farbror Frans som utgavs 1902. Sigurd Wallén räknade filmen som en av sina stoltaste bedrifter.

## Rollista
- Ivan Hedqvist – farbror Frans
- Inga Tidblad – Kaja
- Richard Lund – Peter Dam, premiäraktör
- Margita Alfvén – Margareta Solling
- Astri Richard – Henny von Spoover
- Paul Stäring – Helle (4 år), Kajas son
- Olof Wifstrand – Helle (20 år)
- Dagny Westerberg – Helles fästmö
- Stina Berg – farbror Frans' hushållerska
- Lili Ziedner – aktris
- Knut Lambert – Kajas far
- Gustaf Lövås – skridskoåkare
- Olle Ek – skådespelare
- Astrid Magnusson